# بنار أزادغان (دوراهي)
بنار أزادغان (بالفارسية: بنارآزادگان) هي قرية تقع في إيران في قسم درواهي الريفي. يقدر عدد سكانها بـ 616 نسمة بحسب إحصاء 2016.